# Армстронг, Джонас
Джонас А́рмстронг (англ. Jonas Armstrong; род. 1 января 1981) — британский актёр ирландского происхождения. Получил известность благодаря роли легендарного разбойника Робина Гуда в одноимённом сериале, показанном на канале BBC One.

## Биография
Джонас родился 1 января 1981 года в Дублине. Джонас получил статус первого ребёнка, родившего в Ирландии в Новом 1981 году, так как малыш появился на свет ровно в 00:01. Вскоре семья Армстронг переехала в Британию, где Джонас и провел своё детство — в местечке Ланкашир, Санкт-Эннса.
После окончания школы будущий актёр поступил в Королевскую Академию Драматического Искусства. После её окончания 21-летний актёр начал сниматься в кино и на телевидении. На телеэкранах Джонас дебютировал в нескольких эпизодах британского телесериала «Учителя». В 2005 году Армстронг сыграл одну из главных ролей в мистическом криминальном мини-сериале «Отдел призраков». А потом исполнил роль солдата Ника в драматическом сериале об отношениях «Улица».
Спустя три года работы на британском телевидении, Армстронг получил роль, ставшую прорывом в его карьере. В 2006 году актёр был утвержден на главную роль народного героя Робин Гуда в одноименный британский сериал «Робин Гуд». Эта роль, которую Джонас исполнял на протяжении четырёх лет, принесла актеру славу и популярность. Одновременно он находил время на другие проекты. Так, в 2008 году он впервые снялся в главной роли в полнометражной ленте — британской драме «Книга крови», сюжет этого фильма Джона Харрисона рассказывает о специалистах по паранормальным явлениям.
В 2010 году Джонас Армстронг сыграл в эпизоде телесериала «Мисс Марпл Агаты Кристи», в 2011 году появился в британском мистическом сериале «Поле крови». В 2011 году Армстронг впервые снялся в американском телефильме — «Гнев Йети», а в 2012 году сыграл в творческом дуэте с актрисой Хлоя Севиньи в сериале «Распутье».
2013 год принес Армстронгу главную роль в американской ленте «Стеклянный дом». В этой военной драме, посвященной геноциду евреев, Джонас сыграл в творческом союзе с Беном Кингсли. Следом актёр снялся вместе с Томом Крузом и Эмили Блант в фантастическом боевике «Грань будущего».

## Фильмография
| Год       |     | Русское название        | Оригинальное название        | Роль              |
| --------- | --- | ----------------------- | ---------------------------- | ----------------- |
| 2004      | с   | Учителя                 | Teachers                     | Энтони Миллингтон |
| 2005      | с   | Отдел призраков         | The Ghost Squad              | Пит Мейтланд      |
| 2006      | тф  | —                       | Robin Hood Cinema Commercial | Робин Гуд         |
| 2006      | с   | Теряя Джемму            | Losing Gemma                 | Стив              |
| 2006—2009 | с   | Робин Гуд               | Robin Hood                   | Робин Гуд         |
| 2009      | ф   | Книга крови             | Book of Blood                | Саймон Макнил     |
| 2009      | с   | Улица                   | The Street                   | Ник               |
| 2010      | с   | Мисс Марпл Агаты Кристи | Agatha Christie’s Marple     | Кейд              |
| 2011      | с   | Поле крови              | The Field of Blood           | Терри Хьюитт      |
| 2011      | с   | Ферма тел               | The Body Farm                | Ник Уорнер        |
| 2011      | тф  | Гнев Йети               | Rage of the Yeti             | Билл              |
| 2012      | с   | Жёны заключенных        | Prisoners Wives              | Стив              |
| 2012      | с   | Распутье                | Hit & Miss                   | Бен               |
| 2012      | ф   | 28 тысяч                | Twenty8k                     | Клинт О’Коннор    |
| 2013      | ф   | Стеклянный дом          | Walking with the Enemy       | Элек Коэн         |
| 2013      | тф  | Кит                     | The Whale                    | Оуэн Чейз         |
| 2014      | ф   | Грань будущего          | Edge of Tomorrow             | Скиннер           |
| 2015      | с   | Хранительницы голубей   | The Dovekeepers              | Иоав              |
| 2016      | с   | По долгу службы         | Line of Duty                 | Джо               |
| 2016      | с   | Тёмный ангел            | Dark Angel                   | Джо Наттрасс      |
| 2016      | с   | Улица потрошителя       | Ripper Street                | Натаниэль Дав     |
| 2018      | с   | Падение Трои            | Troy: Fall of a City         | Менелай           |
| 2018      | с   | Городские легенды       | Urban Myths                  | Боб Гелдоф        |
| 2019      | с   | Смерть в раю            | Death in Paradise            | Дилан Шеперд      |
| 2019      | кор | —                       | Boiling Point                | Фриман            |
| 2019      | с   | Залив                   | The Bay                      | Шон Мередит       |